# Murături

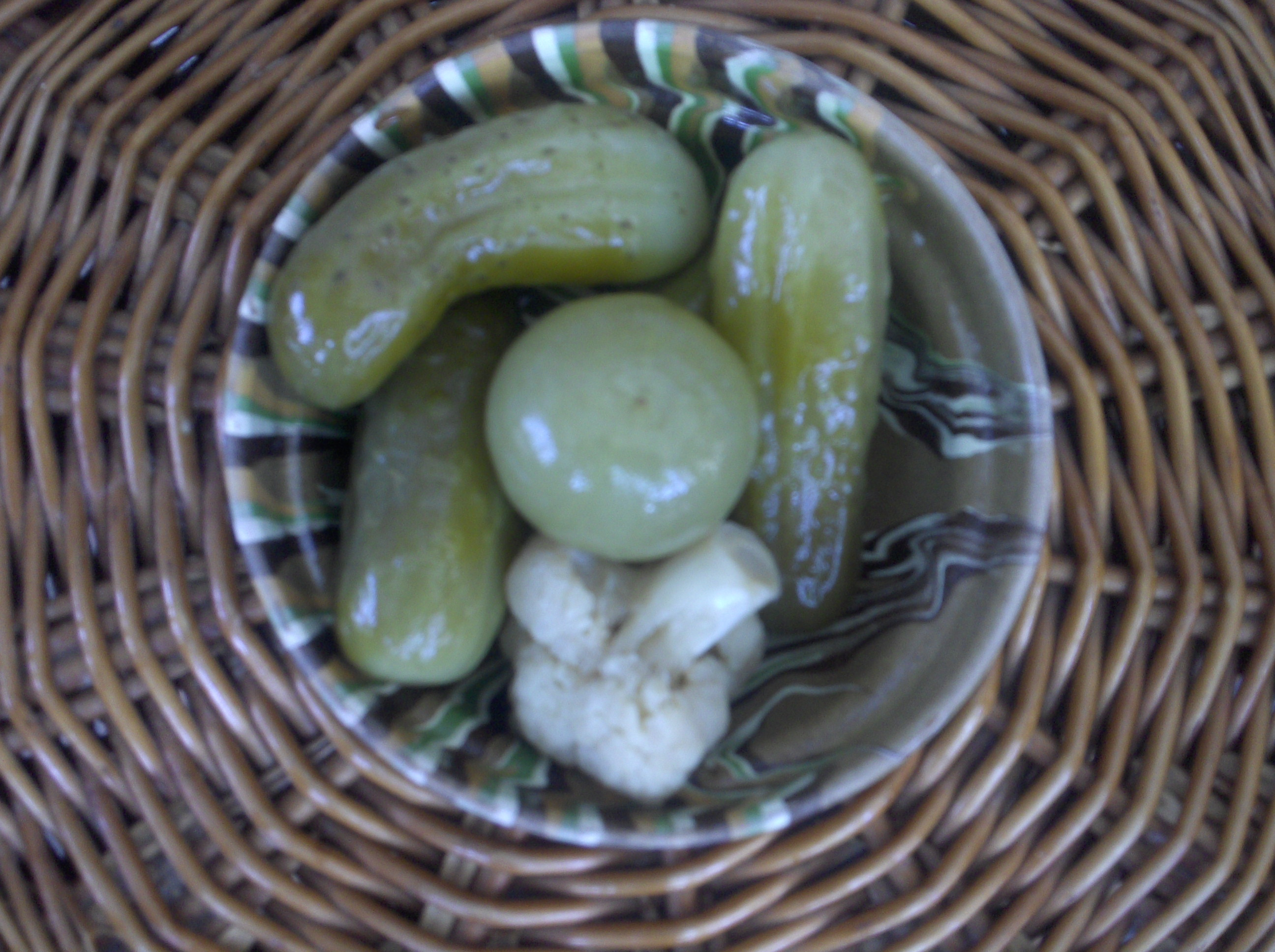
Castron cu murături

Murăturile sunt alimente care prin procesul de fermentație, singure sau cu ajutorul Lactobacillus-ului plantarum, își scad pH-ul, își măresc aciditatea astfel putând fi conservate mai multe luni sau peste un an. În procesul de murare alimentele sunt scufundate în saramură sau într-o soluție de oțet.
În întreaga lume există o gamă largă de alimente care se murează de la legume, la pește  și până la carne și ciuperci, dar în România în mod tradițional se păstrează la murat mai ales: gogonele, castraveți, varză, conopidă, pepeni, sfeclă roșie și ciuperci, iar în oțet îndeosebi ardeii și gogoșarii. Pentru aromatizarea murăturilor se folosesc: mărar, crenguțe de vișin, ienibahar, usturoi, boabe de muștar, cuișoare, țelină, hrean, piper. Saramura după procesul de fermentare devină moare care este puternic aromată și acrișoară, în unele gospodării se consumă ca atare sau se folosește la înăcritul ciorbelor.

## Murăturile în România
Conform unui studiu realizat în 2014, 81% dintre români încep toamna pregătind murături și conserve pentru iarnă, iar peste jumătate dintre gospodării investesc între 100 și 300 lei în această activitate, în timp ce 26% cheltuie între 300 și 500 lei.
Printre cele mai populare conserve pregătite de români se numără castraveții murați, preferați de peste 90% dintre aceștia, dar și zacusca (79%) și gogoșarii în otet (74%), în timp ce ciupercile conservate și pepenele murat sunt preparatele cel mai puțin întâlnite în cămările românești.